# Messor cephalotes
Messor cephalotes är en myrart som först beskrevs av Carlo Emery 1895.  Messor cephalotes ingår i släktet Messor och familjen myror. Inga underarter finns listade i Catalogue of Life.